# 慈胤法親王
慈胤法親王（じいんほっしんのう、元和3年3月13日（1617年4月18日） - 元禄12年12月2日（1700年1月21日））は、江戸時代前期から中期にかけての法親王。父は後陽成天皇。母は土佐局。幼名は清宮。俗名は幸勝。法院号は常修院。

## 略歴
1629年（寛永6年）親王宣下をうけ、翌1630年（寛永7年）得度している。承快法親王のあとを受けて、梶井門跡（三千院）を継いでいる。その後1642年（寛永19年）・1650年（慶安3年）・1655年（明暦元年）と三度にわたって天台座主に任じられた。そのほか茶道や書・和歌に秀でていた。福岡藩主黒田忠之と親交が深く、複数の書簡が残る。黒田家の祀社紅葉八幡宮が建立された折には扁額に揮毫している。